# Dziennik Górnośląski
Dziennik Górnośląski (Dziennik Górno-Ślązki) – polska gazeta wydawana w Piekarach Śląskich i Bytomiu w latach 1848–1849 adresowana do Polaków zamieszkujących na Górnym Śląsku. Wychodziła dwa razy w tygodniu. Wydawca – Teodor Heneczek, redaktor – Józef Łepkowski, Aleksander Mierowski (Sylla) i Emanuel Smołka. Miejsce wydania – Piekary, Bytom. R. 1:1848, R. 2:1849. Z wydawnictwem w Bytomiu był związany także Józef Lompa.
Jej celem było szerzenie oświaty i obrona języka polskiego wobec germanizacji. Komplet numerów posiada Biblioteka Jagiellońska, Biblioteka PAN w Krakowie.

## Cytaty
„Choć jesteśmy pod rządami pruskim, nie przestaliśmy szanować wiary przodków, mówić po polsku, ubierać się obyczajem przodków, żaden przecie z nas nie wiedzie oblubieńca do ślubu we fraczku, ani mu niemieckich nie śpiewa piosenek(...). Czymże więc jesteśmy? Zaiste nie Prusakami, ale Polakami, po polsku Boga chwalimy. Szanujemy więc mowę, wiarę i obyczaj nasz i święte imię Polaka”. Dziennik Górno-Ślązki rok 1848.

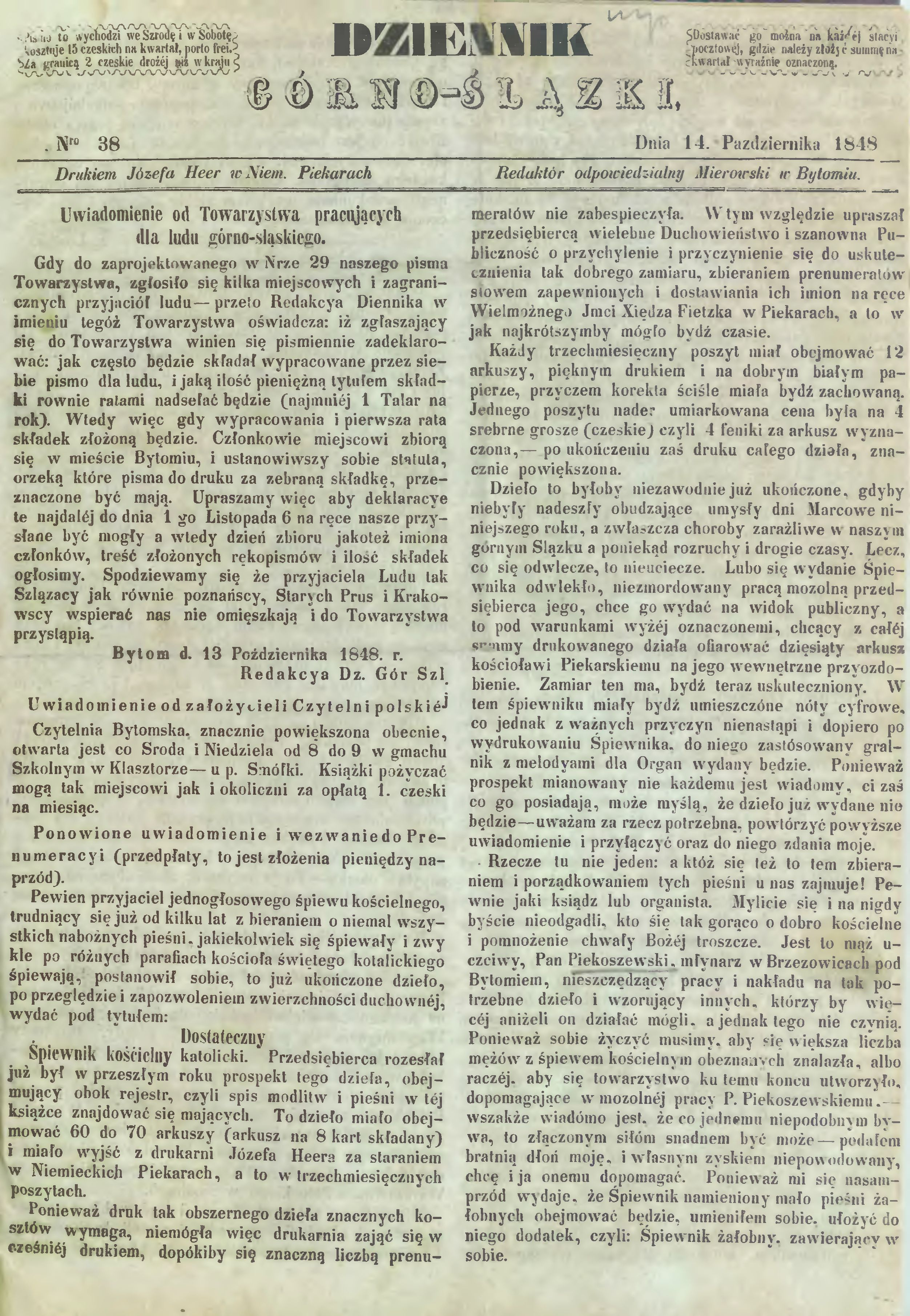
Karta tytułowa Dziennika Górnośląskiego drukowanego w Piekarach Śląskich.